# Hipsômetro
Hipsômetro (português brasileiro) ou hipsómetro (português europeu)  pode ser entendido como um aparelho desenvolvido em inícios do século XIX, usado para medir a altitude de um lugar, através da diferença nele indicada pela temperatura em que a água entra em ebulição. 

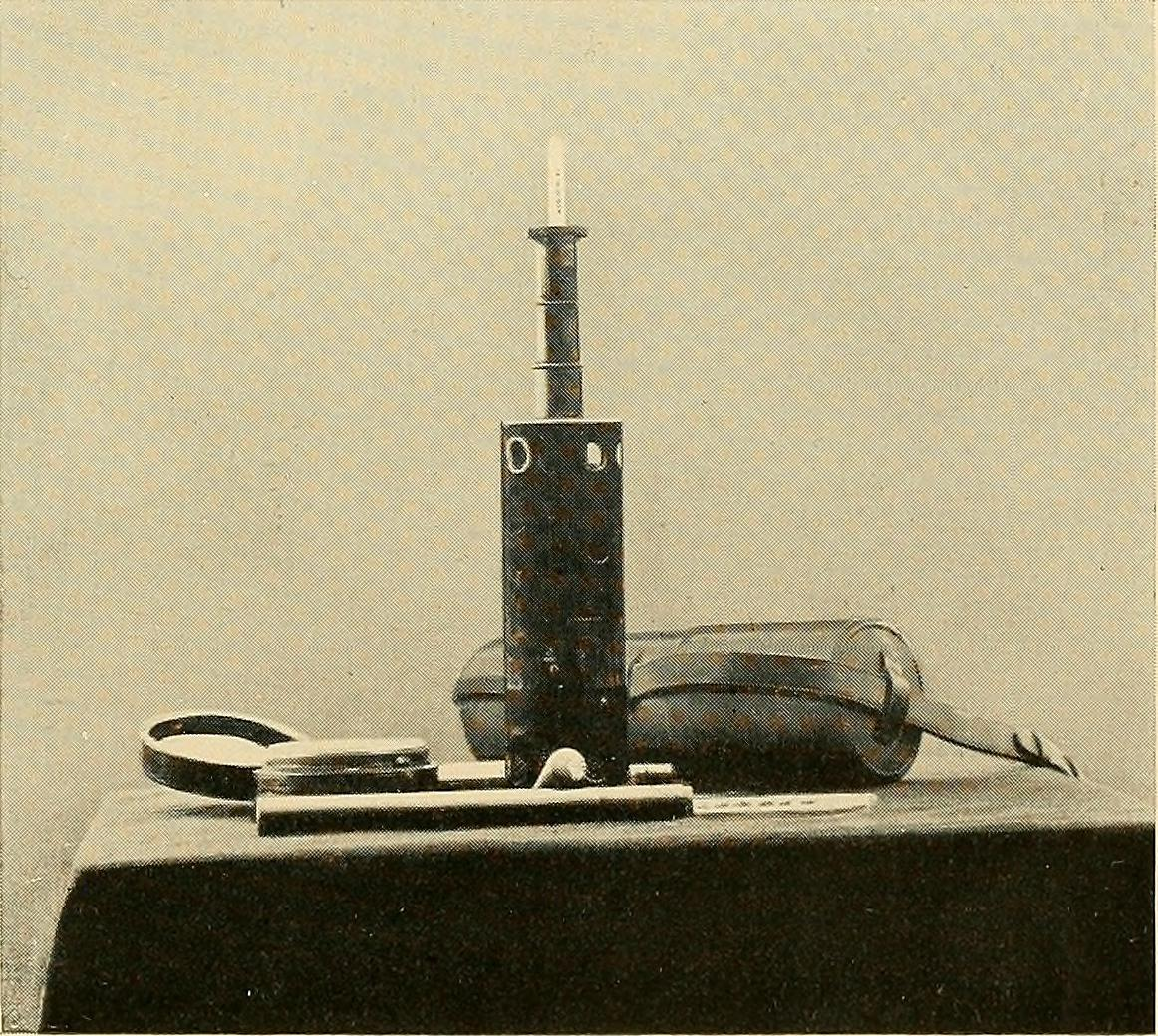
Hipsómeteo. Imagem de "Maps and survey" (1913) de Hinks, Arthur R.

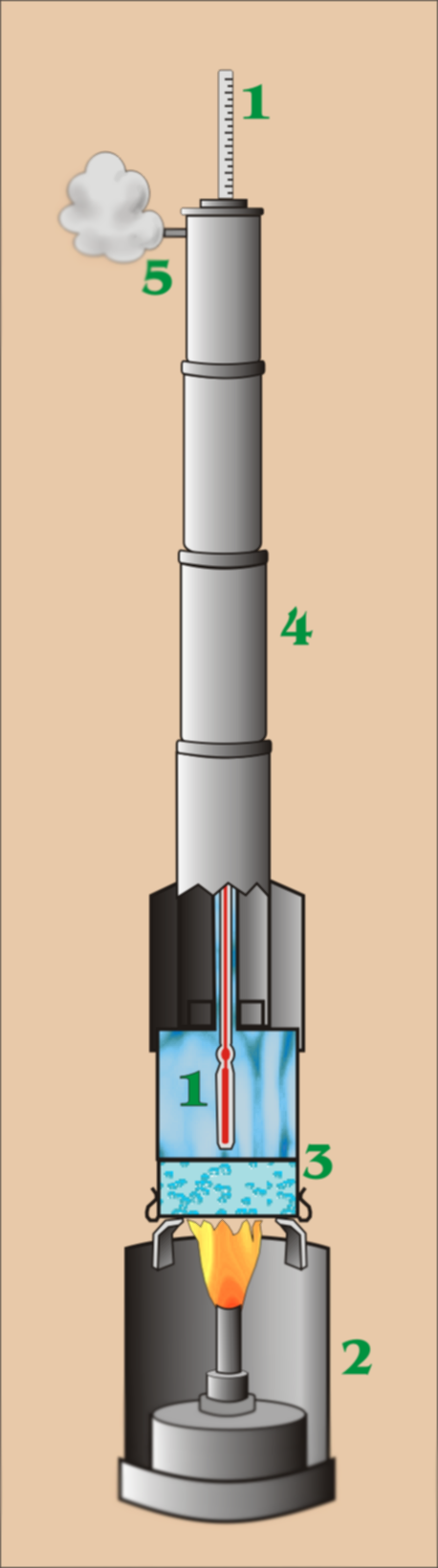
1- Termômetro; 2- Fogareiro; 3- Água; 4- Chaminé; 5- Suspiro.

Hoje em dia um hipsômetro é medidor de altura utilizado em muitas aplicações. Os hipsômetros modernos são equipamentos ópticos que normalmente medem a laser a distância direta com precisão de 10 centímetros ou menos, ângulo inferior, ângulo superior e apresentam o valor da altura rapidamente. Os mais avançados fazem integração com softwares para aquisição de dados de campo e GPS...

## Histórico
Dentre seus desenvolvedores conta-se o sábio colombiano Francisco José de Caldas que continuou as investigações dos suíços Horace-Bénédict de Saussure e Jean André Deluc para correlacionar o ponto de ebulição da água com a altura a partir do nível do mar, e determinar a altitude em função da variação do ponto de ebulição da água e da pressão atmosférica. Sobre esta base fabricou o primeiro hipsómetro, instrumento desenhado para determinar a altitude assinalando o ponto de ebulição da água.
Um ano após a morte de Caldas, em 1816, William Hyde Wollaston apresentou um Hipsômetro melhorado em que o termômetro deixava de estar imerso na água e passava a ficar exposto unicamente ao seu vapor.
Em 1845, Henri Victor Regnault desenvolveu o hipsômetro portátil, de dimensões reduzidas. 

## Modernos hipsômetros
Baseado no princípio de que a pressão atmosférica, que é menor à medida que se distancia do nível do mar, interfere na temperatura de fervura dos líquidos, modernos hipsômetros utilizam-se da precisão do laser e das micro-ondas, conferindo assim maior exatidão às medidas.